# راشد بوصرصار
راشد بوصرصار (انگلیسی: Rashid Bousarsar؛ زادهٔ ۴ آوریل ۱۹۵۹) بازیکن والیبال اهل تونس بود.